# Batalla del Trebia
La batalla del Trebia (218 a. C.) fue la primera gran batalla de la segunda guerra púnica y representó el primer encuentro serio del general cartaginés Aníbal contra un ejército romano.

## Antecedentes
En el año 219 a. C., el general cartaginés Aníbal Barca emprendió una campaña militar contra la República de Roma partiendo de Qart Hadasht con unos 40.000 soldados y decenas de elefantes de guerra; el primer episodio fue el sitio de la ciudad de Sagunto, aliada de Roma. Había comenzado la segunda guerra púnica. Bordeando el Mediterráneo, el ejército avanzó por tierra atravesando la cordillera de los Alpes, un duro paso al que sobrevivió solamente la élite de sus tropas. Inmediatamente, el extenuado ejército plantó batalla, cerca del río Tesino, a las tropas romanas del general Publio Cornelio Escipión padre (no confundir con el que derrotó a Aníbal en Zama, su hijo), que esperaban al otro lado. El devastador resultado para Roma significó un fuerte revés, pues se presentaba un mortífero peligro en la misma península itálica.

## Preludio
El Senado envió al cónsul Tiberio Sempronio Longo, al frente de las legiones en Sicilia, como refuerzo a Publio Cornelio Escipión, que había sido herido durante la batalla del Tesino. El ejército cartaginés, agotado tras la dura y larga marcha, ocupó la ciudad de Clastidium para aprovisionarse, dejando libre la vía que unía Piacenza y Ariminum, lo que aprovechó Tiberio para alcanzar a las tropas de Publio Cornelio Escipión, cuyo campamento había sido levantado cerca del río Trebia, afluente del Po.

## La batalla

### Preparación
El invierno de diciembre del año 218 a. C. fue especialmente frío y nevoso. Escipión aún estaba recuperándose de las heridas recibidas en la reciente batalla del Tesino pero Sempronio deseaba entablar batalla lo antes posible, particularmente debido a que la época para la elección de los nuevos cónsules estaba cerca. Sempronio realizó los preparativos para una batalla a gran escala, sin hacer caso de la precaución que mostraba Escipión para enfrentarse a Aníbal. La fuerza de Aníbal acampó alrededor del frío y crecido río Trebia. Él había notado, según Polibio:

un lugar entre los dos campamentos, completamente plano y sin árboles, pero bien adaptado para una emboscada, el cual era atravesado por un arroyo con los bancos escarpados, con una densa vegetación que incluían zarzas y otras plantas espinosas, y aquí él propuso colocar una guarnición para sorprender al enemigo.

Aníbal, que mediante el uso de espías galos había encontrado un lugar adecuado para tender una emboscada, envió a 1000 jinetes de la caballería sagrada y a 1000 infantes bajo el mando de su hermano menor Magón Barca, para que se ocultaran durante la noche. A la mañana siguiente, Aníbal envió a su caballería númida al otro lado del Trebia con la orden de hostigar al campamento romano y  después retirarse, para de esta manera atraer a los romanos hacia un lugar donde el destacamento de Magón pudiera aparecer y atacar en el momento oportuno.

### Eventos
Los jinetes númidas lograron captar la atención del campamento romano para que Sempronio enviara a su caballería para perseguirlos, y poco después ordenó a su ejército al completo conformado por más de 20 000 infantes romanos, 4 000 jinetes auxiliares y a 3 000 aliados galos avanzar hacia el ejército cartaginés. Aún era muy temprano en el momento en que las legiones cruzaron el Trebia; los romanos aún se hallaban somnolientos. Los cartagineses, por otra parte, se habían alimentado bien y se habían untado con aceite para protegerse del frío antes del combate. Aníbal dispuso a su ejército en óptimas posiciones en un campo de batalla que él mismo había elegido. Colocó una línea de infantería ligera de 1000 hombres y, detrás de ellos, dispuso la fuerza principal de infantería compuesta por unos 20 000 hombres, un ejército multirracial en el que no sólo había cartagineses, sino también libios, aliados iberos y galos. A su vez, varios escuadrones de caballería (sumando unos 10 000) se situaron en los flancos de la columna principal de infantería, con elefantes en cada flanco. Sempronio ubicó a su ejército en formación de (quincunx), compuesta por tres líneas colocando a los vélites (infantería ligera con jabalinas) al frente y a la caballería en los flancos, mientras que dispuso a los guerreros galos aliados de Roma a la izquierda de las legiones.

Esquema de la batalla del Trebia.
Cartagineses
Romanos

La infantería ligera romana, que tomaba el papel de pantalla del grueso de las legiones, fue la primera en entrar en combate, pero los vélites -mal preparados para el combate cuerpo a cuerpo- fueron fácilmente dispersados. Después de que los vélites se retiraran entre los espacios de la línea romana, los hastati y los prínceps  tomaron su lugar y se enfrascaron en el combate contra los cartagineses. Mientras en el centro los legionarios seguía luchando  cuerpo a cuerpo, la caballería cartaginesa en ambas alas se enfrentó a sus equivalentes romanos, a los que superaba notablemente en número. Gradualmente, los jinetes romanos fueron obligados a retroceder más y más dejando a la infantería romana cada vez más expuesta. Mientras tanto, Aníbal había enviado a todos sus elefantes para atacar a los galos aliados de Roma, quienes nunca habían visto a tales criaturas, por lo que se desmoralizaron y huyeron. Con la caballería romana derrotada y en plena fuga, los escuadrones de caballería cartaginesa atacaron sucesivamente los ya desprotegidos flancos romanos. Al mismo tiempo, la fuerza oculta de Magón Barca emergió de su escondite y cayó sobre la retaguardia romana. La moral romana se encontraba muy baja debido al frío, la presencia de los elefantes cartagineses y la derrota de su caballería; al ser atacados por todos los flancos, esta se perdió totalmente; las legionarios rompieron filas y huyeron.
Cientos de soldados romanos fueron abatidos sobre el terreno y pisoteados por los elefantes, mientras otros tantos se ahogaron intentando cruzar el río para salvarse. Atrapados entre las fuerzas de Aníbal, los romanos fueron masacrados, perdiendo más de la mitad de sus fuerzas. Los supervivientes huyeron en desbandada, aunque fueron capaces de reorganizarse y refugiarse en la cercana ciudad de Placencia.

## Consecuencias
Los romanos, consternados por la derrota de Sempronio en Trebia, inmediatamente hicieron planes para enfrentarse de nuevo a los invasores. Sempronio volvió a Roma y fue juzgado por supuesta negligencia aunque terminó absuelto, en parte por la declaración a su favor de su co-cónsul Escipión. Al año siguiente (217 a. C.) los nuevos cónsules elegidos fueron Servilio Gemino y Cayo Flaminio, siendo este último quien conduciría al ejército romano a la batalla del lago Trasimeno.